# Bernard d'Albi

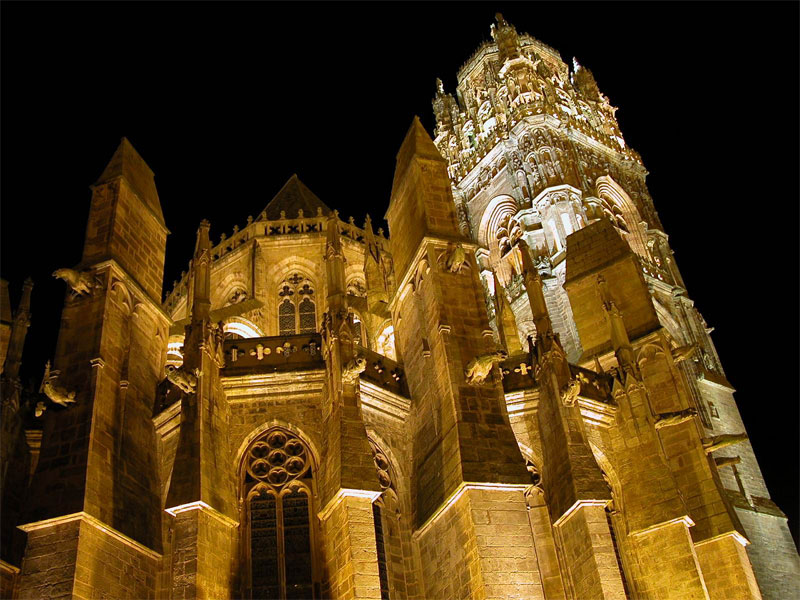
Kathedraal van Rodez, in aanbouw tijdens het bestuur van bisschop d'Albi

Bernard d'Albi of, in het Occitaans, Bertrando de Albia (Saverdun - Avignon 23 november 1350) was een raadsheer van de Franse koningen in de 14e eeuw. Hij was bisschop van Rodez en pauselijk diplomaat. Hij is ook bekend als de kardinaal van Rodez.

## Familie
D'Albi was de zoon van burggraaf Arnaud van Aure en Brunessend van Lavedan; over zijn afkomst bestaat tot op vandaag controverse. Zijn geboortejaar is onbekend. Feit is wel dat hij geboren is in Saverdun, in het graafschap Toulouse. Paus Benedictus XIV was eveneens geboren in Saverdun en bovendien bisschop van Pamiers geweest, waar d'Albi opgroeide.

## Franse hof
D'Albi was achtereenvolgens raadsheer van de Franse koningen Filips V, Karel IV de Schone en Filips VI van Valois. In die functie adviseerde hij Filips VI om de Vlamingen te verslaan, wat dan de veldslag bij Kassel werd.

## Kerkelijk
De eerste vermelding van D'Albi dateert van 1319 als titularis van een kanunnikaat in Senlis. In 1325 was hij notarius aan het hof van het vicariaat van Toulouse. In de periode 1326-1328 werden hem een aantal beneficia toegekend in de vorm van kanunnikaten te Doornik, Soissons, Lens en Auxerre.
Op 4 februari 1329 werd hij verkozen tot deken van Sint-Donaaskapittel te Brugge, een politieke zet van koning Filips VI van Frankrijk om een van zijn getrouwen in het graafschap Vlaanderen te kunnen plaatsen. Hij vervulde deze functie tot in februari 1335. Daarna verbleef hij in Noord-Frankrijk, bij de graaf-bisschop van Beauvais, een van de Pairs van de Franse koning. Hij was er deken van het kapittel en droeg de titel van pauselijk kapelaan. Dit laatste wijst op de uitstekende relatie die hij had met zijn streekgenoot, de ondertussen paus geworden Benedictus XIV. In 1336 verkoos het kapittel van Rodez hem tot bisschop van Rodez, in het voor hem vertrouwde graafschap Toulouse. Deze benoeming droeg de instemming van koning Filips VI.
Als hoveling in het pauselijke Avignon verkreeg hij van paus Benedictus XIV de promotie tot diplomaat. D'Albi werd nuntius bij koning Alfons XI van Castilië en, zijn rivaal, koning Alfons IV van Portugal (1337). Dit moet de tevredenheid van Benedictus XIV weggedragen hebben. Immers, in 1338, benoemde Benedictus XIV hem tot kardinaal. D'Albi verbleef vanaf dan niet meer in zijn bisschopsstad Rodez maar in Avignon. De titelkerk van kardinaal d'Albi in Rome was Sint-Cyriacus in Thermis(1338-1349). Het inkomen van kardinaal d'Albi nam aanzienlijk toe: hij ontving prebenden van abdijen in de bisdommen Reims, Soissons en Tarragona.

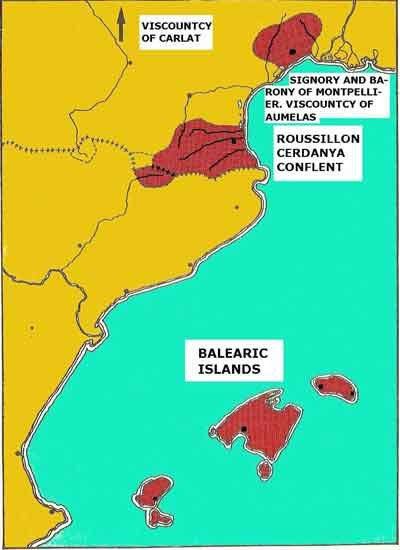
Koninkrijk Majorca met de Franse bezittingen Roussilon en Montpellier

Kardinaal d'Albi nam deel aan het conclaaf van 1342 waarbij de Franse bisschop Clemens tot paus werd verkozen. Paus Clemens VI stuurde d'Albi naar koning Peter IV van Aragón en zijn neef Jacobus III van Majorca, bijgenaamd de Ongelukkige (1343). Voor d'Albi was het een delicaat diplomatiek vraagstuk, maar een probleem dat hij goed kende. Peter IV had het koninkrijk Majorca veroverd en gehecht aan de Kroon van Aragón (1343-1344). De universiteit van Montpellier had het juridisch standpunt van Jacobus III ondersteund maar op het slagveld was Peter IV de overwinnaar. Kardinaal d'Albi kon een bestand van 6 maanden bekomen tussen de strijdende partijen. Hij kon evenwel niet verhinderen dat de Kroon van Aragón de annexatie van Majorca voltrok. Kardinaal d'Albi verbleef verder in Avignon en werd bevorderd tot kardinaal-bisschop van Porto in Rome (1349-1350). Hij stierf in Avignon in 1350.

## Petrarca
Kardinaal d'Albi was verzot op het schrijven van verzen in het Latijn. Hij stuurde naar Petrarca talrijke gedichten op. Petrarca merkte beleefd op dat hij te voortvarend was in het schrijven van alexandrijnen: je suis écrasé sur le poids de vos productions en dat de kardinaal er beter aan deed, zoals Petrarca, elke vers eerst goed te overwegen.